# Hiner Saleem
Pour les articles homonymes, voir Saleem.
Hiner Saleem, ou Huner Selîm, pseudonyme d'Azad Shero Selim, né le 9 mars 1964 à Aqra (Kurdistan irakien), est un réalisateur, scénariste, producteur de cinéma irakien d’origine kurde, qui a fui le régime de Saddam Hussein à 17 ans et s’est réfugié en Europe (d’abord en Italie puis en France).

## Biographie
Hiner Saleem est un réalisateur franco-kurde né à Aqra (Akre) dans le Kurdistan irakien. Contraint de quitter l'Irak à l'âge de 17 ans, il se réfugie en Italie où il achève ses études et entre à l'Université. Il s'installe ensuite en France où il vit actuellement. De retour sur sa terre natale pendant la première Guerre du Golfe, il filme les conditions de vie des Kurdes irakiens. Cette vidéo inachevée sera projetée en 1992 au Festival du Film de Venise.
Hiner Saleem a été décoré du titre de chevalier des Arts et des Lettres par le ministre de la Culture français en 2005. Ses mémoires intitulés My Father's Rifle ont été traduites dans plus de vingt langues.

## Filmographie

### Cinéma

#### Réalisateur et scénariste
- 1992 : Un bout de frontière, moyen métrage
- 1998 : Vive la mariée… et la libération du Kurdistan - également compositeur
- 2000 : Passeurs de rêves
- 2003 : Vodka Lemon, + acteur (le pianiste)
- 2005 : Kilomètre zéro - également producteur exécutif
- 2007 : Dol ou la Vallée des tambours - également producteur
- 2007 : Les Toits de Paris
- 2009 : Après la chute
- 2011 : Si tu meurs, je te tue - également acteur (le patron de la sandwicherie)
- 2013 : My Sweet Pepperland - également acteur (le photographe)
- 2016 : Tight Dress
- 2018 : Qui a tué Lady Winsley ?
- 2022 : Goodnight Soldier

### Télévision
- 2001 : Absolitude, téléfilm avec Hanna Schygulla : réalisateur, scénariste

## Distinctions

### Prix
- Prix du public à l'Internationales Filmfestival Mannheim-Heidelberg 1998 pour Vive la mariée… et la libération du Kurdistan
- Mostra de Venise 2003 Prix San Marco à Vodka Lemon
- Festival international du film d'amour 2004 de Mons Grand Prix à Vodka Lemon.
- Festival international du film de Locarno 2009 Après la chute, présenté dans la section Ici et Ailleurs
- Festival de Cannes 2013 : Sélection officielle - Un Certain regard avec My Sweet Pepperland
- Festival du Film romantique de Cabourg 2013 - Prix de la jeunesse pour My Sweet Pepperland
- Festival du Film romantique de Cabourg 2011 - Coup de cœur du festival pour Si tu meurs, je te tue
- Festival 2 Valenciennes 2014 - Grand Prix du Jury pour My Sweet Pepperland
- Festival International du film de Locarno 2007 - Léopard d'argent de la meilleure interprétation masculine pour Michel Piccoli dans Les toits de Paris
- Berlinale 2007 - Sélection section Forum pour Dol ou la vallée des tambours
- Festival de Cannes 2005 - Compétition officielle pour Kilomètre Zéro
- États-Unis Festival de Chicago 2013 - Prix du Meilleur Film pour My Sweet Pepperland

### Décorations
- Chevalier de l'ordre des Arts et des Lettres (2005)
- Officier de l'ordre des Arts et des Lettres Il est promu au grade d’officier le 9 juillet 2014[2].

## Publications

### Autobiographie
- Hiner Saleem, Le Fusil de mon père, Paris, Éditions du Seuil, coll. « Cadre rouge », 27 février 2004, 176 p. (ISBN 978-2-02-063106-8, présentation en ligne)